# هنريتا مورايس
هنريتا مورايس (بالإنجليزية: Henrietta Moraes)‏ هي كاتبة مذكرات ومؤرخة بريطانية، ولدت في 22 مايو 1931، وتوفيت في 6 يناير 1999.